# Лавки (Ніжин)
Лавки (Ніжин) — пам'ятка історії місцевого значення в м.Ніжин. У переліку пам’яток культурної спадщини міста Ніжина засвідчено: «Лавки. 1790 рік», розташовані за адресами вул. Гоголя, 10 та 12 та мають статус пам’ятки з реєстраційним номером 830/5.

## Історія
Ніжин був одним із центрів ремісничого виробництва і торгівлі в Україні від другої половини 17 століття. Вигідне розташування на перетині торгових шляхів, щорічні ярмарки сприяли економічному розвитку Ніжина. Лавки у Ніжині, які є пам'ятками історії, були збудовані у XVII-XVIII століттях. Точні дати будівництва варіюються в залежності від конкретної лавки, але загалом вони є частиною архітектурного ансамблю міста, сформованого у цей період. Кам'яні торгові ряди (21 лавка) з підвалами в 18–19 ст. служили лавами – місцями для торгівлі або ремесел. Їх здавали в оренду купцям. 
Через будинок лавок починався вхід на територію Благовіщенського монастиря.

## Архітектурний стиль
Торгові ряди зведені у стилі класицизму. На даний час будинок лавок – це вхідна аркадна споруда в комплекс монастиря.